# Anatema (pel·lícula de 2006)
Anatema és una pel·lícula bèl·lica dramàtica de Kosovo de 2006 escrita i dirigida per Agim Sopi. Està basada en fets reals i fou exhibida a la XXVIII edició de la Mostra de València.

## Argument
La periodista albanesa Ema Berisha col·labora amb dos periodistes estatunidencs: Laura i David Schwartz, preparant materials del Kosovo devastat per la guerra. Quan les hostilitats comencen a amenaçar la vida dels periodistes, aquests decideixen marxar de Kosovo. Els estatunidencs intenten convèncer l'Ema perquè marxi de Kosovo amb ells, però l'Ema està decidida a quedar-se.
Malgrat l'amenaça, l'Ema decideix casar-se. La nit després de la cerimònia del casament, soldats serbis irrompen a casa d'Ema i diversos d'ells la violen. L'Ema queda embarassada. Neix una filla i li posa el nom d'Ana. Després del naixement de la seva filla, el seu marit l'abandona i els seus amics es distancian d'ella. Incapaç de tenir cura del nen, l'Ema decideix donar-lo a l'orfenat. En aquest moment, David Schwartz torna a Kosovo i aporta una remuneració a l'Ema pel seu treball. L'Ema comença a buscar el seu propi fill. S'assabenta que l'Ana va ser presa de l'orfenat i portada a un dels monestirs on la van a vendre. Amb l'ajuda d'una periodista nord-americana, una dels antics comandants de l'UÇK i amiga seva Doresa, l'Ema comença una recerca desesperada de la seva filla.

## Repartiment
- Lumnije Muçaj-Sopi com a Ema Berisha
- Doug Barron com a David Schwartz
- Blerim Gjoci com a comandant Shpati
- Enver Petrovci com el coronel Lilić
- Blerta Syla com a Laura
- Arta Muçaj com a Doresa
- Çun Lajçi com a Dani
- Kushtrim Sheremeti com el coronel Djordjević
- Bajrush Mjaku com a Stojan
- Bislim Muçaj com Isack
- Besfort Daka com a Korab
- Rikard Ljarja